# Черазо (Козенца)
Черазо је насеље у Италији у округу Козенца, региону Калабрија.
Према процени из 2011. у насељу је живело 12 становника. Насеље се налази на надморској висини од 1236 м.